# Campeonato Mundial de Halterofilia de 1949
El XXVII Campeonato Mundial de Halterofilia se celebró en Scheveningen (Países Bajos) entre el 4 y el 6 de septiembre de 1949 bajo la organización de la Federación Internacional de Halterofilia (IWF) y la Unión Neerlandesa de Halterofilia.
En el evento participaron 38 halterófilos de 13 federaciones nacionales afiliadas a la IWF.

## Medallistas
| Evento   | Oro                                   | Plata                             | Bronce                                |
| -------- | ------------------------------------- | --------------------------------- | ------------------------------------- |
| 56 kg    | Mahmud Namyu Irán 315,0               | Kamal Mahgub Egipto 295,0         | Joseph De Pietro Estados Unidos 295,0 |
| 60 kg    | Mahmud Fayad Egipto 332,5             | Johan Runge Dinamarca 312,5       | Max Heral Francia 302,5               |
| 67,5 kg  | Ibrahim Shams Egipto 352,5            | Joe Pitman Estados Unidos 342,5   | Arvid Andersson · Suecia · 322,5      |
| 75 kg    | Jadr El-Tuni Egipto 397,5             | Peter George Estados Unidos 385,0 | Hasan Rahnavardi Irán 340,0           |
| 82,5 kg  | Stanley Stanczyk Estados Unidos 412,5 | Jean Debuf Francia 382,5          | Rasul Raeisi Irán 365,0               |
| +82,5 kg | John Davis Estados Unidos 442,5       | Niels Petersen Dinamarca 390,0    | Robert Allart · Bélgica · 387,5       |

1. 1 2 3  Fuerza (kg) + arrancada (kg) + dos tiempos (kg) = TOTAL (kg)

## Medallero
| Núm. | País           | Oro | Plata | Bronce | Total |
| ---- | -------------- | --- | ----- | ------ | ----- |
| 1    | Egipto         | 3   | 1     | 0      | 3     |
| 2    | Estados Unidos | 2   | 2     | 1      | 5     |
| 3    | Irán           | 1   | 0     | 2      | 3     |
| 4    | Dinamarca      | 0   | 2     | 0      | 2     |
| 5    | Francia        | 0   | 1     | 1      | 2     |
| 6    | Bélgica        | 0   | 0     | 1      | 1     |
| 6    | Suecia         | 0   | 0     | 1      | 1     |
|      | TOTAL          | 6   | 6     | 6      | 18    |